# Polyergus longicornis
Polyergus longicornis (лат.) — вид муравьёв-рабовладельцев из рода муравьёв-амазонок подсемейства Формицины (Formicinae). Эндемик США.

## Описание
Муравьи коричневого цвета с саблевидными (без зубцов) жвалами. Встречаются в США (от Каролины и Джорджии и на запад до Миссисипи) Ведут «рабовладельческий» образ жизни, используя в качестве рабов муравьёв рода Formica (F. dolosa).
Длина головы (HL) 1,60—1,80 мм, ширина головы (HW) 1,52—1,72, длина скапуса усиков (SL) 1,67—1,89, головной индекс (CI) 91—99, индекс скапуса (SI) 101—117, общая длина (TL) 6,44—7,32 мм.
Таксон был впервые описан в 1947 году американским мирмекологом Мэрион Смитом под названим Polyergus lucidus subsp. longicornis Smith, M.R. 1947.